# Splendrillia campbellensis
Splendrillia campbellensis é uma espécie de gastrópode do gênero Splendrillia, pertencente a família Drilliidae.